# Philippe Dagoreau
Philippe Dagoreau (ur. 2 stycznia 1946 roku) – francuski kierowca wyścigowy.

## Kariera
Dagoreau rozpoczął karierę w międzynarodowych wyścigach samochodowych w 1983 roku od startów w FIA World Endurance Championship, gdzie jednak nie zdobywał punktów. W tym samym roku zwyciężył w klasie B 24-godzinnego wyścigu Le Mans.